# 横田睦美
横田 睦美（よこた むつみ、1967年9月26日 - ）は、日本の元アイドル。愛称は「むっちゃん」「むつみ」。
千葉県出身。

## 経歴

### おニャン子クラブオーディション、メンバー入り
- 1985年11月29日に『夕やけニャンニャン』の『ザ! スカウト・アイドルを探せ』の特別企画「ヤングパラダイス・イメージガールコンテスト」に、129点で優勝しおニャン子クラブに会員番号28番として加入した[1]が、翌年3月まで学校側の都合でラジオ以外では活動できなかった。
- 1986年3月に番組に再登場。ソロデビューには至らなかったが、おニャン子クラブのシングルやアルバムのフロントボーカルを担当し、コンサートや海外ロケにも積極的に参加していた。
- おニャン子のメンバー富川春美とは、1年違いの同月同日生まれ。（富川は1968年生まれ）
- 自分の顔を「原田知世に似ている。」と言っていた。
- おニャン子クラブ解散時に出版されたオフィシャル本によると、「高校を卒業・進学後も学業を優先している」とのスタッフコメントがあり[2]、学業とおニャン子の活動を両立していたという。勤勉・真面目な一面がある事をうかがわせている。

### おニャン子解散、卒業後
- おニャン子クラブ解散後は、テレビ[3]や映画に出演した後、フラメンコダンサーとして舞台などで活躍。
- 現在では週一回、母親と子供にヨーガを教える講座を開いている。
- 近年は個人での取材に一切応じていないため、彼女の姿をテレビで見ることはなかったが、2006年10月23日に放送のテレビ朝日『快感MAP』で、久しぶりに姿を見せた。（10秒ほどの顔出しのみ）
また、2007年10月8日にも同番組に出演。この際は、立見里歌と再会したり、電話越しながら岩井由紀子との会話を果たすなどのシーンが放映された。さらに、2010年に放送されたサントリーの缶コーヒー『ボス 贅沢微糖』のCMでは、おニャン子クラブの元メンバー11人の中の一人として出演した[4]。

## 主なテレビ出演番組
- 夕やけニャンニャン（フジテレビ、1985年11月・1986年3月 - 1987年8月）
- 夕食ニャンニャン（フジテレビ、1986年5月 - 9月）
- ミルッきゃナイDay（フジテレビ、1986年4月 - 1987年3月）

## フロント担当曲
- おっとCHIKAN!（第4弾シングル）
- ウェディングドレス（第9弾シングル）
- 私をよろしく（第9弾シングル・B面）
- 窓から見てるPTA（第2弾アルバム『夢カタログ』）
- 国道渋滞8km（第3弾アルバム『PANIC THE WORLD』）
- ハートに募金を（第4弾アルバム『SIDE LINE』）
- 雨のあやとり（第5弾アルバム『サークル』）
- 赤道探検隊（第5弾アルバム『サークル』）
- 間に合うかもしれない（第5弾アルバム『サークル』）

## その他参加曲
- 天使のボディーガード（ゆうゆ with おニャン子クラブ）
- モナリザのいたずら（ゆうゆ with おニャン子クラブ）